# Halimuraenoides isostigma
Halimuraenoides isostigma is een straalvinnige vissensoort uit de familie van dwergzeebaarzen (Pseudochromidae). De wetenschappelijke naam van de soort is voor het eerst geldig gepubliceerd in 1985 door Maugé & Bardach.